# Recopa Sudamericana 2019
La Recopa Sudamericana 2019, oficialmente Conmebol Recopa Sudamericana 2019, fue la vigésima séptima edición del torneo organizado por la Confederación Sudamericana de Fútbol, que enfrenta anualmente al campeón de la Copa Libertadores de América con el campeón de la Copa Sudamericana.
La disputaron River Plate de Argentina, vencedor de la Copa Libertadores 2018, y Athletico Paranaense de Brasil, ganador de la Copa Sudamericana 2018. Ambos cuadros se enfrentaron en una serie a doble partido, disputada los días 22 y 30 de mayo de 2019, en el Arena da Baixada de Curitiba y en el Estadio Monumental de Buenos Aires, respectivamente. Por tercera vez en su historia, River Plate se coronó campeón de la competición, tras conseguir la ventaja suficiente en el partido de vuelta de manera agónica, y superar a su rival con un marcador global de 3-1.

## Equipos participantes
|  | Athletico Paranaense |  | Bandera de Brasil    |  | Campeón de la Copa Sudamericana (2018) |
|  | River Plate          |  | Bandera de Argentina |  | Campeón de la Copa Libertadores (2018) |

## Sedes
| Curitiba                       | Buenos Aires                   |
| ------------------------------ | ------------------------------ |
| Arena da Baixada               | Estadio Monumental             |
| Capacidad: 42 372 espectadores | Capacidad: 68 000 espectadores |
|                                |                                |

## Resultados
| Bandera de Argentina | vs. | Bandera de Brasil        |
| River Plate 0 3      | vs. | Athletico Paranaense 1 0 |

### Partido de ida
| 22 de mayo de 2019, 21:30 (UTC-3) | Athletico Paranaense | 1:0 (1:0) | River Plate | Arena da Baixada, Curitiba                                |                                                           |
|                                   | Ruben 25'            | Reporte   |             | Asistencia: 30 406 espectadores Árbitro(s): Wilmar Roldán | Asistencia: 30 406 espectadores Árbitro(s): Wilmar Roldán |

| 1          | Guardameta     | Santos          |     |
| 2          | Defensa        | Jonathan        | 64' |
| 13         | Defensa        | Paulo André     |     |
| 4          | Defensa        | Léo Pereira     |     |
| 12         | Defensa        | Renan Lodi      |     |
| 5          | Centrocampista | Wellington      | 85' |
| 16         | Centrocampista | Bruno Guimarães |     |
| 11         | Centrocampista | Nikão           |     |
| 3          | Centrocampista | Lucho González  | 74' |
| 7          | Centrocampista | Rony            |     |
| 9          | Delantero      | Marco Ruben     |     |
| Entrenador | Entrenador     | Tiago Nunes     |     |

| 1          | Guardameta     | Franco Armani         |     |
| 18         | Defensa        | Camilo Mayada         | 60' |
| 21         | Defensa        | Lucas Martínez Quarta |     |
| 22         | Defensa        | Javier Pinola         |     |
| 20         | Defensa        | Milton Casco          |     |
| 24         | Centrocampista | Enzo Pérez            |     |
| 11         | Centrocampista | Nicolás de la Cruz    |     |
| 15         | Centrocampista | Exequiel Palacios     | 70' |
| 10         | Centrocampista | Ignacio Fernández     |     |
| 7          | Delantero      | Matías Suárez         | 74' |
| 9          | Delantero      | Lucas Pratto          |     |
| Entrenador | Entrenador     | Marcelo Gallardo      |     |

| 25 | Guardameta     | Caio             |     |
| 6  | Defensa        | Márcio Azevedo   |     |
| 21 | Defensa        | Lucas Halter     |     |
| 23 | Defensa        | Mádson           | 64' |
| 8  | Centrocampista | Bruno Nazário    |     |
| 18 | Centrocampista | Erick            |     |
| 18 | Centrocampista | Léo Cittadini    | 74' |
| 20 | Centrocampista | Matheus Rossetto |     |
| 22 | Centrocampista | Thonny Anderson  | 85' |
| 10 | Delantero      | Marcelo Cirino   |     |
| 17 | Delantero      | Braian Romero    |     |
| 19 | Delantero      | Vitinho          |     |

| 14 | Guardameta     | Germán Lux          |     |
| 25 | Guardameta     | Enrique Bologna     |     |
| 2  | Defensa        | Robert Rojas        |     |
| 3  | Defensa        | Nahuel Gallardo     |     |
| 4  | Defensa        | Fabrizio Angileri   | 60' |
| 6  | Defensa        | Luciano Lollo       |     |
| 16 | Defensa        | Kevin Sibille       |     |
| 5  | Centrocampista | Bruno Zuculini      | 70' |
| 8  | Centrocampista | Jorge Carrascal     |     |
| 23 | Centrocampista | Leonardo Ponzio     |     |
| 19 | Delantero      | Rafael Santos Borré | 74' |

| Anotado | 25' | Marco Ruben | 1:0 |

| Amonestado | 70'   | Paulo André |
| Amonestado | 75'   | Wellington  |
| Amonestado | 90+4' | Léo Pereira |

| Amonestado | 45+2' | Lucas Martínez Quarta |
| Amonestado | 67'   | Matías Suárez         |
| Amonestado | 88'   | Fabrizio Angileri     |

| Expulsado | 80' | Milton Casco |

| Árbitro              | Wilmar Roldán         |
| Árbitros asistentes  | Alexander Guzmán      |
| Árbitros asistentes  | John Alexander León   |
| Cuarto árbitro       | Carlos Herrera Bernal |
| Adicionales VAR      | Daniel Fedorczuk      |
| Adicionales VAR      | Nicolás Gallo         |
| Adicionales VAR      | Nicolás Tarán         |
| Observador VAR       | Carlos Astroza        |
| Asesor internacional | Enrique Cáceres       |

| 1          | Guardameta     | Santos          |     |
| 2          | Defensa        | Jonathan        | 64' |
| 13         | Defensa        | Paulo André     |     |
| 4          | Defensa        | Léo Pereira     |     |
| 12         | Defensa        | Renan Lodi      |     |
| 5          | Centrocampista | Wellington      | 85' |
| 16         | Centrocampista | Bruno Guimarães |     |
| 11         | Centrocampista | Nikão           |     |
| 3          | Centrocampista | Lucho González  | 74' |
| 7          | Centrocampista | Rony            |     |
| 9          | Delantero      | Marco Ruben     |     |
| Entrenador | Entrenador     | Tiago Nunes     |     |

| 1          | Guardameta     | Franco Armani         |     |
| 18         | Defensa        | Camilo Mayada         | 60' |
| 21         | Defensa        | Lucas Martínez Quarta |     |
| 22         | Defensa        | Javier Pinola         |     |
| 20         | Defensa        | Milton Casco          |     |
| 24         | Centrocampista | Enzo Pérez            |     |
| 11         | Centrocampista | Nicolás de la Cruz    |     |
| 15         | Centrocampista | Exequiel Palacios     | 70' |
| 10         | Centrocampista | Ignacio Fernández     |     |
| 7          | Delantero      | Matías Suárez         | 74' |
| 9          | Delantero      | Lucas Pratto          |     |
| Entrenador | Entrenador     | Marcelo Gallardo      |     |

| 25 | Guardameta     | Caio             |     |
| 6  | Defensa        | Márcio Azevedo   |     |
| 21 | Defensa        | Lucas Halter     |     |
| 23 | Defensa        | Mádson           | 64' |
| 8  | Centrocampista | Bruno Nazário    |     |
| 18 | Centrocampista | Erick            |     |
| 18 | Centrocampista | Léo Cittadini    | 74' |
| 20 | Centrocampista | Matheus Rossetto |     |
| 22 | Centrocampista | Thonny Anderson  | 85' |
| 10 | Delantero      | Marcelo Cirino   |     |
| 17 | Delantero      | Braian Romero    |     |
| 19 | Delantero      | Vitinho          |     |

| 14 | Guardameta     | Germán Lux          |     |
| 25 | Guardameta     | Enrique Bologna     |     |
| 2  | Defensa        | Robert Rojas        |     |
| 3  | Defensa        | Nahuel Gallardo     |     |
| 4  | Defensa        | Fabrizio Angileri   | 60' |
| 6  | Defensa        | Luciano Lollo       |     |
| 16 | Defensa        | Kevin Sibille       |     |
| 5  | Centrocampista | Bruno Zuculini      | 70' |
| 8  | Centrocampista | Jorge Carrascal     |     |
| 23 | Centrocampista | Leonardo Ponzio     |     |
| 19 | Delantero      | Rafael Santos Borré | 74' |

| Anotado | 25' | Marco Ruben | 1:0 |

| Amonestado | 70'   | Paulo André |
| Amonestado | 75'   | Wellington  |
| Amonestado | 90+4' | Léo Pereira |

| Amonestado | 45+2' | Lucas Martínez Quarta |
| Amonestado | 67'   | Matías Suárez         |
| Amonestado | 88'   | Fabrizio Angileri     |

| Expulsado | 80' | Milton Casco |

| Árbitro              | Wilmar Roldán         |
| Árbitros asistentes  | Alexander Guzmán      |
| Árbitros asistentes  | John Alexander León   |
| Cuarto árbitro       | Carlos Herrera Bernal |
| Adicionales VAR      | Daniel Fedorczuk      |
| Adicionales VAR      | Nicolás Gallo         |
| Adicionales VAR      | Nicolás Tarán         |
| Observador VAR       | Carlos Astroza        |
| Asesor internacional | Enrique Cáceres       |

### Partido de vuelta
| 30 de mayo de 2019, 21:30 (UTC-3) | River Plate                               | 3:0 (0:0) | Athletico Paranaense | Estadio Monumental, Buenos Aires                          |                                                           |
|                                   | Fernández 64' · Pratto 90' · Suárez 90+4' | Reporte   |                      | Asistencia: 66 500 espectadores Árbitro(s): Roberto Tobar | Asistencia: 66 500 espectadores Árbitro(s): Roberto Tobar |

| 1          | Guardameta     | Franco Armani         |     |
| 13         | Defensa        | Gonzalo Montiel       |     |
| 21         | Defensa        | Lucas Martínez Quarta |     |
| 22         | Defensa        | Javier Pinola         |     |
| 4          | Defensa        | Fabrizio Angileri     | 85' |
| 24         | Centrocampista | Enzo Pérez            |     |
| 23         | Centrocampista | Leonardo Ponzio       |     |
| 15         | Centrocampista | Exequiel Palacios     | 46' |
| 10         | Centrocampista | Ignacio Fernández     |     |
| 9          | Delantero      | Lucas Pratto          |     |
| 19         | Delantero      | Rafael Santos Borré   | 70' |
| Entrenador | Entrenador     | Marcelo Gallardo      |     |

| 1          | Guardameta     | Santos          |       |
| 2          | Defensa        | Jonathan        | 90+3' |
| 13         | Defensa        | Paulo André     |       |
| 4          | Defensa        | Léo Pereira     |       |
| 12         | Defensa        | Renan Lodi      |       |
| 5          | Centrocampista | Wellington      |       |
| 11         | Centrocampista | Nikão           | 78'   |
| 16         | Centrocampista | Bruno Guimarães |       |
| 7          | Centrocampista | Rony            |       |
| 3          | Centrocampista | Lucho González  | 86'   |
| 9          | Delantero      | Marco Ruben     |       |
| Entrenador | Entrenador     | Tiago Nunes     |       |

| 14 | Guardameta     | Germán Lux         |     |
| 2  | Defensa        | Robert Rojas       |     |
| 3  | Defensa        | Nahuel Gallardo    |     |
| 6  | Defensa        | Luciano Lollo      |     |
| 5  | Centrocampista | Bruno Zuculini     |     |
| 8  | Centrocampista | Jorge Carrascal    |     |
| 11 | Centrocampista | Nicolás de la Cruz | 46' |
| 18 | Centrocampista | Camilo Mayada      | 85' |
| 7  | Delantero      | Matías Suárez      | 70' |

| 25 | Guardameta     | Caio             |       |
| 6  | Defensa        | Márcio Azevedo   |       |
| 21 | Defensa        | Lucas Halter     |       |
| 23 | Defensa        | Mádson           |       |
| 8  | Centrocampista | Bruno Nazário    |       |
| 18 | Centrocampista | Erick            |       |
| 18 | Centrocampista | Léo Cittadini    | 86'   |
| 20 | Centrocampista | Matheus Rossetto |       |
| 22 | Centrocampista | Thonny Anderson  |       |
| 10 | Delantero      | Marcelo Cirino   | 78'   |
| 17 | Delantero      | Braian Romero    | 90+3' |
| 19 | Delantero      | Vitinho          |       |

| Anotado | 64'   | Ignacio Fernández | 1:0 |
| Anotado | 90'   | Lucas Pratto      | 2:0 |
| Anotado | 90+4' | Matías Suárez     | 3:0 |

| Amonestado | 54' | Lucas Martínez Quarta |
| Amonestado | 57' | Gonzalo Montiel       |

| Amonestado | 45+1' | Lucho González  |
| Amonestado | 65'   | Bruno Guimarães |
| Amonestado | 69'   | Renan Lodi      |
| Amonestado | 80'   | Wellington      |

| Árbitro              | Roberto Tobar        |
| Árbitros asistentes  | Christian Schiemann  |
| Árbitros asistentes  | Claudio Ríos         |
| Cuarto árbitro       | Eduardo Gamboa       |
| Adicionales VAR      | Diego Haro           |
| Adicionales VAR      | Víctor Hugo Carrillo |
| Adicionales VAR      | Jonny Bossio         |
| Observador VAR       | Carlos Astroza       |
| Asesor internacional | Ubaldo Aquino        |

| 1          | Guardameta     | Franco Armani         |     |
| 13         | Defensa        | Gonzalo Montiel       |     |
| 21         | Defensa        | Lucas Martínez Quarta |     |
| 22         | Defensa        | Javier Pinola         |     |
| 4          | Defensa        | Fabrizio Angileri     | 85' |
| 24         | Centrocampista | Enzo Pérez            |     |
| 23         | Centrocampista | Leonardo Ponzio       |     |
| 15         | Centrocampista | Exequiel Palacios     | 46' |
| 10         | Centrocampista | Ignacio Fernández     |     |
| 9          | Delantero      | Lucas Pratto          |     |
| 19         | Delantero      | Rafael Santos Borré   | 70' |
| Entrenador | Entrenador     | Marcelo Gallardo      |     |

| 1          | Guardameta     | Santos          |       |
| 2          | Defensa        | Jonathan        | 90+3' |
| 13         | Defensa        | Paulo André     |       |
| 4          | Defensa        | Léo Pereira     |       |
| 12         | Defensa        | Renan Lodi      |       |
| 5          | Centrocampista | Wellington      |       |
| 11         | Centrocampista | Nikão           | 78'   |
| 16         | Centrocampista | Bruno Guimarães |       |
| 7          | Centrocampista | Rony            |       |
| 3          | Centrocampista | Lucho González  | 86'   |
| 9          | Delantero      | Marco Ruben     |       |
| Entrenador | Entrenador     | Tiago Nunes     |       |

| 14 | Guardameta     | Germán Lux         |     |
| 2  | Defensa        | Robert Rojas       |     |
| 3  | Defensa        | Nahuel Gallardo    |     |
| 6  | Defensa        | Luciano Lollo      |     |
| 5  | Centrocampista | Bruno Zuculini     |     |
| 8  | Centrocampista | Jorge Carrascal    |     |
| 11 | Centrocampista | Nicolás de la Cruz | 46' |
| 18 | Centrocampista | Camilo Mayada      | 85' |
| 7  | Delantero      | Matías Suárez      | 70' |

| 25 | Guardameta     | Caio             |       |
| 6  | Defensa        | Márcio Azevedo   |       |
| 21 | Defensa        | Lucas Halter     |       |
| 23 | Defensa        | Mádson           |       |
| 8  | Centrocampista | Bruno Nazário    |       |
| 18 | Centrocampista | Erick            |       |
| 18 | Centrocampista | Léo Cittadini    | 86'   |
| 20 | Centrocampista | Matheus Rossetto |       |
| 22 | Centrocampista | Thonny Anderson  |       |
| 10 | Delantero      | Marcelo Cirino   | 78'   |
| 17 | Delantero      | Braian Romero    | 90+3' |
| 19 | Delantero      | Vitinho          |       |

| Anotado | 64'   | Ignacio Fernández | 1:0 |
| Anotado | 90'   | Lucas Pratto      | 2:0 |
| Anotado | 90+4' | Matías Suárez     | 3:0 |

| Amonestado | 54' | Lucas Martínez Quarta |
| Amonestado | 57' | Gonzalo Montiel       |

| Amonestado | 45+1' | Lucho González  |
| Amonestado | 65'   | Bruno Guimarães |
| Amonestado | 69'   | Renan Lodi      |
| Amonestado | 80'   | Wellington      |

| Árbitro              | Roberto Tobar        |
| Árbitros asistentes  | Christian Schiemann  |
| Árbitros asistentes  | Claudio Ríos         |
| Cuarto árbitro       | Eduardo Gamboa       |
| Adicionales VAR      | Diego Haro           |
| Adicionales VAR      | Víctor Hugo Carrillo |
| Adicionales VAR      | Jonny Bossio         |
| Observador VAR       | Carlos Astroza       |
| Asesor internacional | Ubaldo Aquino        |

|                                 |
| Bandera de Argentina            |
| Campeón River Plate 3.er título |